# Thylacinus potens
Thylacinus potens era la major de les espècies de la família Thylacinidae, coneguda únicament per un fòssil mal conservat descobert per Michael O. Woodburne el 1967 en un jaciment del Miocè tardà en una localitat prop d'Alice Springs, del Territori del Nord d'Austràlia. L'espècie aparegué entre 4 i 6 milions d'anys abans que el llop marsupial modern, tenia un volum corporal superior en un 5%, era més robust i tenia el crani més curt i ample. S'estima que la seva mida era similar a la d'un llop gris; el cap i el cos junts mesuraven al voltant d'1,5 m de llarg i les seves dents estaven pitjor adaptades per esquinçar que els del llop marsupial modern.
Se'l considera el segon major carnívor marsupial que ha existit mai, després de Thylacoleo carnifex.